# Плошиці (Мазовецьке воєводство)
Плошиці (пол. Płoszyce) — село в Польщі, у гміні Леліс Остроленцького повіту Мазовецького воєводства.
Населення — 299 осіб (2011).
У 1975-1998 роках село належало до Остроленцького воєводства.

## Демографія
Демографічна структура станом на 31 березня 2011 року:
|          | Загалом | Допрацездатний вік | Працездатний вік | Постпрацездатний вік |
| -------- | ------- | ------------------ | ---------------- | -------------------- |
| Чоловіки | 167     | 36                 | 119              | 12                   |
| Жінки    | 132     | 28                 | 77               | 27                   |
| Разом    | 299     | 64                 | 196              | 39                   |